# Layla Almasri
Layla Almasri (in arabo ليلى المصري‎?; Colorado Springs, 26 giugno 1999) è una mezzofondista palestinese con cittadinanza statunitense.

## Palmarès
| Anno | Manifestazione      | Sede      | Evento         | Risultato | Prestazione | Note             |
| ---- | ------------------- | --------- | -------------- | --------- | ----------- | ---------------- |
| 2023 | Campionati asiatici | Bangkok   | 5000 m piani   | 8ª        | 17'07"18    |                  |
| 2023 | Campionati asiatici | Bangkok   | 1500 m piani   | 6ª        | 4'25"70     |                  |
| 2023 | Campionati arabi    | Marrakech | 5000 m piani   | 4ª        | 17'12"76    |                  |
| 2023 | Campionati arabi    | Marrakech | 1500 m piani   | Bronzo    | 4'37"41     |                  |
| 2024 | Mondiali di cross   | Belgrado  | Corsa seniores | 64ª       | 36'53"      |                  |
| 2024 | Giochi Olimpici     | Parigi    | 800 m piani    | Batteria  | 2'12"21     | Record nazionale |
| 2025 | Campionati asiatici | Gumi      | 5000 m piani   | 8ª        | 15'57"15    |                  |
| 2025 | Campionati asiatici | Gumi      | 1500 m piani   | 8ª        | 4'21"20     |                  |

## Altre competizioni internazionali
2023
- 9ª all'HOKA Festival of Miles ( Saint Louis), miglio - 4'41"66

2024
- 20ª al Music City Track Carnival ( Murfreesboro), 1500 m piani - 4'20"05